# Podujevo
Podujevo (en alfabeto cirílico Подујево; en albanés Podujevë) es una ciudad y un municipio en la parte noreste de Kosovo. De acuerdo con el censo de población y viviendas de 2011, el municipio tiene una población de 88 499 personas en las que predominan los ciudadanos de etnia albano-kosovar. Aparte de la ciudad homónima el municipio incorpora a otros 77 núcleos de población.